# Pins and Needles
Pins and Needles je čtvrté studiové album kanadské hudební skupiny The Birthday Massacre, které vyšlo v roce 2010.

## Seznam skladeb
| Pořadí | Název            | Délka |
| ------ | ---------------- | ----- |
| 1.     | In the Dark      | 3:42  |
| 2.     | Always           | 4:11  |
| 3.     | Pale             | 3:58  |
| 4.     | Control          | 3:20  |
| 5.     | Shallow Grave    | 3:47  |
| 6.     | Sideways         | 3:25  |
| 7.     | Midnight         | 3:43  |
| 8.     | Pins and Needles | 4:19  |
| 9.     | Two Hearts       | 3:20  |
| 10.    | Sleepwalking     | 3:49  |
| 11.    | Secret           | 4:23  |